# Walter Chepman

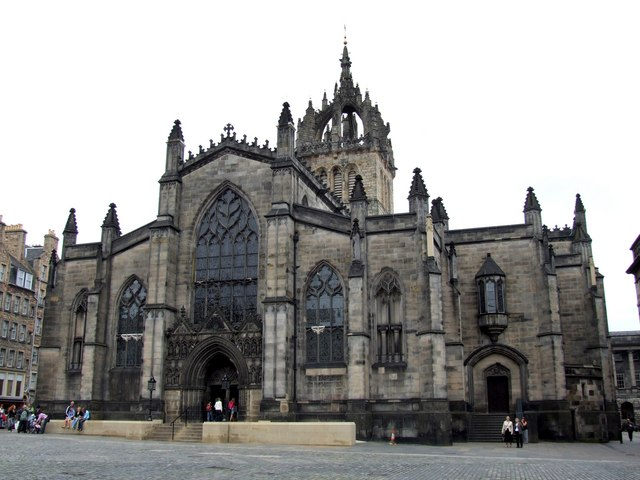
Walter Chepman fue mecenas de la catedral de Edimburgo, también conocida como la catedral de San Giles.

Walter Chepman (?-1532) fue un comerciante, notario y funcionario escocés activo a finales del siglo XV y principios del XVI. Chepman sirvió en la corte escocesa durante los reinados de Jacobo IV y Jacobo V. En asociación con Androw Myllar estableció la primera imprenta de Escocia en 1508.[1][2] Chepman fue también un importante mecenas de la catedral de Edimburgo.

## Biografía

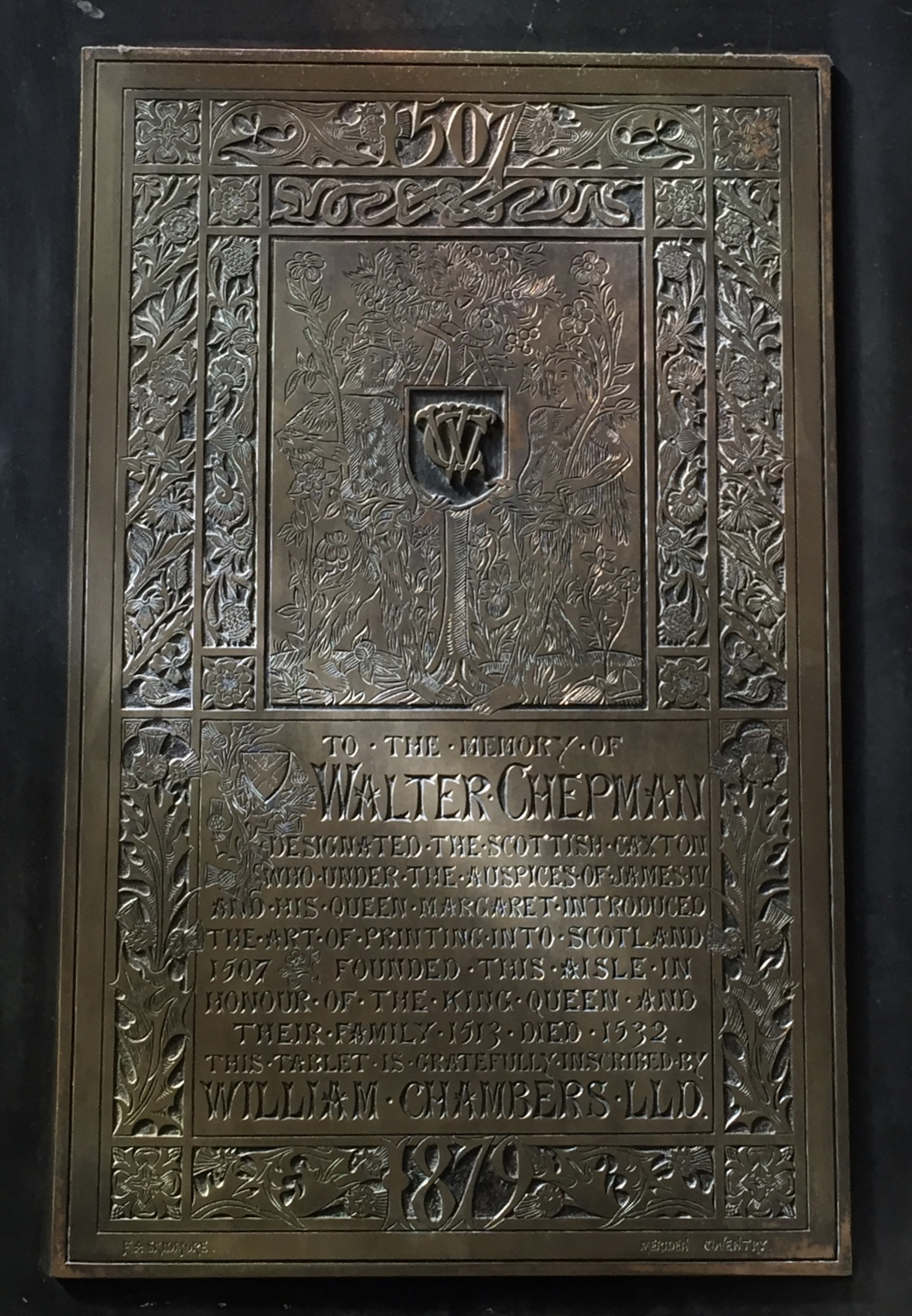
Memorial a Walter Chepman en la Catedral de San Giles erigida en 1879 por William Chambers LLD.

La primera aparición de Chepman en el registro histórico es en las cuentas del Lord Alto Tesorero de Escocia para 1494 en las que se registra que recibió el pago por el trabajo de clérigo en la corte real. Continuaría recibiendo tales pagos por el resto de su vida.
La impresión de que Chepman era bien educado se apoya en el hecho de que actuó como notario en Edimburgo y sus alrededores. Su servicio en la corte también sugiere que el rey Jacobo IV confiaba en él. En 1503, para coincidir con el matrimonio del rey, Jacobo le regaló a Chepman un traje de tela inglesa.
Walter Chepman comerciaba con textiles y madera importados y suministraba regularmente mercancías al Rey. Fue un hombre próspero. Era propietario de bloques de viviendas de alquiler en el barrio de Blackfriars Wynd de Edimburgo  y, en el extremo sur de este barrio, donde se unía a Southgait, él y Androw Myllar establecieron su imprenta.
Chepman se casó dos veces. Su primera esposa fue Margaret Kerkettle y, tras enviudar, se casó con Agnes Cockburn.
Chepman murió en 1532  y fue enterrado en la capilla que había establecido en el pasillo sur de la catedral de San Giles en Edimburgo, actualmente conocido como el pasillo de Chepman.

## LaSouthgait Press

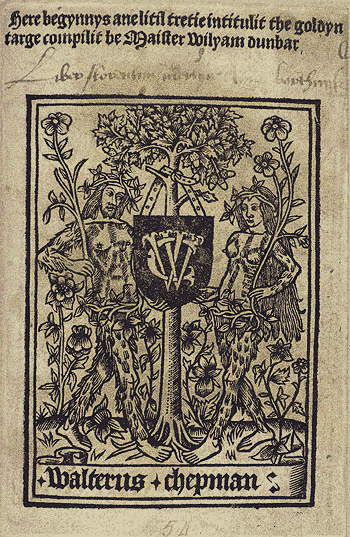
El ex libris de Walter Chepman en su impresión de The Goldyn Targe.

En septiembre de 1507, el rey Jacobo IV autorizó a Walter Chepman y Androw Myllar a establecer una imprenta y concedió a los dos socios el monopolio de los libros impresos dentro de Escocia.  Androw Myllar era también un burgués de Edimburgo. Era un librero que había publicado anteriormente libros, impresos en Ruan, destinados a la venta en Inglaterra.
La imprenta de Chepman y Myllar entró en funcionamiento en la primavera siguiente y se encontraba en la calle Southgait de Edimburgo. Sus obras incluían un texto litúrgico conocido como el Breviario de Aberdeen  y las Impresiones de Chepman y Myllar, que eran una serie de panfletos que contenían literatura popular en escocés e inglés.
La imprenta no tuvo una larga vida. El último ejemplo sobreviviente de su trabajo es una edición del Breviario de Aberdeen que data de 1510.

## Patrocinio religioso
Walter Chepman pagó la fundación de dos capillas en la catedral de Edimburgo.
La primera capilla, fundada en 1513 y situada al sur de la iglesia, ofrecía misas (oficio de difuntos) por las almas de Chepman, su primera esposa y del rey y de la reina Margarita Tudor. La parte equivalente de la iglesia moderna se conoce ahora como «El pasillo de Chepman». Contiene la tumba del siglo XVII de James Graham, I marqués de Montrose  y una placa conmemorativa en honor de Walter Chepman donada por el editor del siglo XIX William Chambers.
En 1528 Chepman estableció una capilla mortuoria, ahora perdida, en el cementerio de la catedral de Edimburgo. Estaba dedicada a la celebración de misas en honor de Chepman, sus dos esposas, el rey Jacobo V, el rey Jacobos IV y todos los escoceses que habían muerto en la batalla de Flodden Field.